# Haptonomía
La haptonomía estudia las relaciones afectivas entre los humanos desde la concepción hasta la muerte. Se basa en el contacto afectivo y tiene aplicaciones en la peri-natalidad, las enfermedades psíquicas y la medicina en general, así como en fisioterapia y rehabilitación. De acuerdo al Centro Internacional de Investigación y Desarrollo de la Haptonomía, con sede en París, Francia, "pretende desarrollar o restaurar un estado de salud que permita sentirse entero", definiéndola también como "ciencia de la afectividad", la cual fue desarrollada durante la segunda mitad del siglo XX por el Frans Veldman (Países Bajos, 1921 - Francia, 2010) quien construyó sus bases a partir de su experiencia y observaciones durante la Segunda Guerra Mundial, así como recurriendo a las ciencias humanas, neurociencias y ciencias médicas.
Los profesionales formados en haptonomía son diplomados universitarios en Ciencias de la Salud Humana que ejercitan su profesión habitual añadiendo sus conocimientos en haptonomía para dar a su asistencia un enfoque humanitario basado en la fenomenalidad haptonómica y respetando una ética y deontología estrictas en total acuerdo con las normas deontológicas de sus profesiones.[cita requerida]  No existen pues "haptónomos", ni "haptonomistas", sino profesionales formados en haptonomía. El CIRDH (Centre International de Recherche et Développement de l'Haptonomie) internacionalmente y la Fundación de la Haptonomía-CIRDH, en español, publican las listas de profesionales aptos para practicarla.

## Concepto
La haptonomía es la ciencia del sentimiento y de la vida afectiva – de la afectividad – que estudia y describe los aspectos del contacto táctil, las interacciones y las relaciones afectivas entre los seres humanos a través del tacto (contacto psicotáctil*), con la finalidad de ayudar a las personas a recuperar su salud física, psíquica o afectiva, o de facilitar la maduración de sus facultades humanas
Etimología
La palabra haptonomía proviene de la conjunción del término griego clásico hapsis que significa el tocar, el sentido , la sensación, el tacto, y del verbo nomos, que significa ley, regla, norma. Hapto, del verbo griego haptein, significa: yo toco, yo reúno, yo establezco una relación, yo (me)vinculo ..., y en un sentido figurado: yo establezco una (tactílmente) un contacto para devolver la salud, para curar, para confirmar (al otro en su existencia)

## Historia
Las bases teóricas de la haptonomía fueron desarrolladas por el médico holandés Frans Veldman, a partir de sus experiencias personales en la Segunda Guerra Mundial y en las atrocidades del Holocausto. Veldman comenzó a estudiar la importancia de la dimensión afectiva en las relaciones humanas, y el efecto que ésta podría tener a través de la mediación del contacto físico en los campos de la educación y de la salud. Durante la década de 1980, ya durante su jubilación, en Francia, Veldman dedicó su tiempo a sistematizar sus ideas en diferentes publicaciones, conformando el cuerpo teórico básico de la haptonomía. 

## Aplicaciones
Acompañamiento perinatal de los padres y de su hijo/a. (Médicos, obstetras, ginecólogos, pediatras, matronas, etc.). De acuerdo a los profesionales que la practican, la haptonomía facilita una comunicación afectiva que no sólo concierne a la madre, sino también al padre y al bebé; el objetivo último, argumentan, es por una parte lograr que el bebé sienta, ya desde el seno materno, los estímulos que le ofrece el mundo -principalmente sus padres-, y por otro, acompañar al bebé activamente en el parto, haciendo que éste sea menos doloroso y más natural. Las sesiones se inician generalmente alrededor del cuarto mes, momento en que la madre percibe el movimiento del bebé y éste comienza a responder a los estímulos como la voz de su madre y el contacto con el vientre.
Derivan de ésta la Hapto-obstetricia para matronas y obstetras que atienden partos con la idea de facilitar éstos y de resolver los problemas que pueden surgir durante el embarazo, parto y postparto. Y la Haptopuericultura para pedíatras, enfermeras/os y puericultores/as que atienden a los niños en instituciones como guarderías y en hospitalización.
Haptopsicoterapia, (Psiquiatras, psicólogos y médicos de atención primaria que trabajan en el campo de la salud mental). Para ayudar a las personas que sufren un malestar existencial.
Haptosynesia, (Fisioterapeutas, médicos, rehabilitadores, etc.). Aplicación para los pacientes que sufren enfermedades o hándicaps físicos congénitos o sobrevenidos por enfermedad o accidente. Dentro de este campo se incluye la kinesionomía clínica como aplicación de la haptonomía a los cuidados de enfermería y el acompañamiento en el final de la vida para enfermos terminales o moribundos.

## Implicaciones
Los defensores de esta práctica sostienen que favorece el establecimiento de lazos afectivos entre los futuros padres y el bebé y estimula la maduración psicológica, afectiva y psicomotora de los tres. Asimismo abogan que la influencia positiva de la haptonomía dura toda la vida, favoreciendo el desarrollo de aspectos psicológicos como la independencia o la responsabilidad y fortaleciendo la salud física de los niños nacidos mediante este contacto afectivo-confirmante. Por último, afirman que la haptonomía, en cuanto a Ciencia de la Afectividad, puede aplicarse a otros muchos campos, como la psicología clínica o el tratamiento de pacientes hospitalizados o de la tercera edad.[cita requerida]

## Formación
Solamente los profesionales en ciencias de la salud (diplomas universitarios) pueden acceder a la formación en haptonomía y ejercer su práctica. Un Seminario de Sensibilización o Tronco Común de un año de duración es imprescindible para acceder a las formaciones específicas que se cursan durante un período de dos a tres años. La formación es siempre presencial (nunca en línea) e impartida por los miembros del Colegio Científico y Docente del CIRDH, profesionales de la salud humana que practican su profesión y con experiencia en acompañamientos haptonómicos durante varios años, que han superado un período pedagógico específico para poder enseñar.
La formación en haptonomía está reconocida oficialmente en Francia por el OGDPC (Organismo Gestionador del Desarrollo Profesional Continuado, que regula la formación de los profesionales de la salud en Francia) dependiente de los Ministerios de Asuntos Sociales y de Salud de Francia.

## Críticas a la haptonomía
La haptonomía (también conocida como ciencia de la afectividad) no se apoya en estudios científicos. Aunque se trata por sus defensores como ciencia, no existen estudios objetivos que la avalen como tal. Más bien podría considerarse como una técnica o método que, con la intención de la transmisión de supuestas sensaciones al feto, busca la relajación y tranquilidad de los progenitores; sin embargo, tampoco se conocen investigaciones clínicas que demuestren sus efectos en ningún aspecto del embarazo o el posterior desarrollo del nacido. Está considerada como pseudociencia por la comunidad científica; como tal, se basa fundamentalmente en experiencias subjetivas y personales, sin apoyo en evidencias científicas.
Sin embargo, varias investigaciones publicadas en libros y revistas científicas avalan la efectividad de su práctica (ver apartado siguiente: Publicaciones). La haptonomía ha sido presentada en varias Jornadas de Introducción en hospitales universitarios españoles como La Paz en Madrid (1988), Valle d'Hebron en Barcelona (2001), en Facultades de Medicina: Zaragoza (2000), Oporto (2007), y en la Escuela de Ciencias de la Salud de Zaragoza (2006) y en las Escuelas de Enfermería de Lisboa (2007) y de Coimbra (2007) en Portugal. Con la declaración de Interés Sanitario de la Generalidad de Cataluña, del Gobierno de Aragón, del Colegio Oficial de Médicos de Zaragoza y de la SEGO (Sociedad Española de Ginecología y Obstetricia). http://www.haptonomia.es/servicios-haptonomia/servicios-actos-cientificos-haptonomia.html
Así mismo se ha presentado en varios Congresos, Simposios y Coloquios internacionales. Ver lista en: https://web.archive.org/web/20160314233741/http://www.haptonomie.org/fr/presentation-generale/conference-et-congres.html

## Publicaciones
- STORA P. Aporte de la hapto-obstetricia en el parto distócico.
- Djalali M. Análisis de 130 nacimientos acompañados mediante la haptonomía.
- Robert Torres J. Influencia del acompañamiento haptonómico prenatal sobre la salud mental, la ansiedad y el riesgo de depresión en los embarazos normales.
- ROBERT TORRES J et CHAPUIS F. Acompañamiento haptonómico y los trastornos psíquicos en el postparto.
- GUEGEN C. El niño acompañado en haptonomía: seguimiento durante un año.
- AGUIRRE DE CÁRCER A. Incidencia del acercamiento afectivo-confirmante sobre la vivencia del dolor y sobre los neurotransmisores específicos.
- GOLBERT A, DRESCHER-ZANINGER C. et VELDMAN F. Haptonomía.
- GOLBERT A. et TINJOD G. Aporte de la haptonomía en la eutocia obstétrica.
- Mettraux-Berthelin A. Aporte de la hapto-obstetricia para encontrar el camino de la eutocia.
- Medrano López M. Presente y futuro de nuestra intervención como matronas: influencia en las próximas generaciones (18 años de Acompañamiento Perinatal.
- Bracq C, Evaluación de la haptonomía en una unidad de cuidados intensivos neonatales.
- Veldman F. Philosophy behind science. Confirming affectivity, the dawn of human life: the pre-, peri- and postnatal affective-confirming. Haptonomic accompaniment of parents and their child.